# Marko Šakić
Marko Šakić (* 13. April 1994 in Zagreb) ist ein ehemaliger kroatischer Eishockeyspieler, der zuletzt bis 2022 für den KHL Mladost Zagreb in der kroatischen Eishockeyliga spielte. Seit März 2024 ist er Cheftrainer des KHL Sisak in der International Hockey League.

## Karriere
Marko Šakić begann seine Karriere als Eishockeyspieler in der österreichischen U-20-Liga beim Klagenfurter AC. 2013 wechselte er in seine Geburtsstadt Zagreb zum KHL Medveščak Zagreb. Dort wurde er überwiegend in der Kroatischen Eishockeyliga eingesetzt, spielte aber auch in der Kontinentalen Hockey-Liga. 2015 zog es ihn vorübergehend nach Deutschland zum EHC Zweibrücken, für den er aber in der Regionalliga Südwest nur einmal spielte. So wechselte er bereits im Dezember 2015 zum HK Slavija Ljubljana, für den er sowohl in der Inter-National-League als auch in der slowenischen Eishockeyliga zum Einsatz kam. 2016 ging er dann zu Medveščak zurück und spielte dort in der slowenischen und der kroatischen Liga. 2017 zog es ihn erneut nach Deutschland, wo er zunächst für den EC Lauterbach in der Regionalliga West und dann ab Ende 2017 für die zweite Mannschaft der Löwen Frankfurt in der Hessenliga spielte. Nachdem er die Spielzeit 2018/19 bei der zweiten Mannschaft des ESV Halle in der Regionalliga Ost verbracht hatte, kehrte er in seine Geburtsstadt Zagreb zurück und schloss sich dem KHL Mladost Zagreb an, mit dem er 2021 kroatischer Meister wurde. Er wurde zwischenzeitlich aber auch von seinem früheren Verein Medveščak eingesetzt. 2022 beendete er seine Karriere.
Nachdem er bereits während seiner aktiven Laufbahn als Nachwuchstrainer in Kroatien tätig gewesen war, übernahm er 2022 das Amt des Trainerassistenten des EV Lindau in der drittklassigen deutschen Oberliga. Am 15. März 2024 kehrte er nach Kroatien zurück und wurde Cheftrainer des KHL Sisak in der International Hockey League.

### International
Für Kroatien nahm Šakić im Juniorenbereich an den Division-II-Turnieren der U18-Weltmeisterschaften 2010 und 2012, als er Kapitän seiner Mannschaft war, sowie den Division-I-Turnieren der U20-Weltmeisterschaften 2011, 2012 und 2013 und der Division II der U20-Weltmeisterschaft 2014 teil. 
Im Herrenbereich stand er im Aufgebot seines Landes beim Turnier der Division II der Weltmeisterschaft 2013, als ihm mit seiner Mannschaft der Aufstieg in die Division I gelang. Dort spielte er dann bei den Weltmeisterschaften 2014, 2016, 2017 und 2018. Nach dem Abstieg 2018 spielte er 2019, als er nicht nur gemeinsam mit dem Belgier Sam Verelst und dem Australier Josef Rezek Torschützenkönig des Turniers wurde, sondern auch die beste Plus/Minus-Bilanz aufwies, und 2022 wieder in der Division II. Zudem vertrat er seine Farben bei den Olympiaqualifikationen für die Winterspiele in Pyeongchang 2018 und in Peking 2022.

## Erfolge und Auszeichnungen
- 2021 Kroatischer Meister mit dem KHL Mladost Zagreb

### International
- 2013 Aufstieg in die Division I, Gruppe B, bei der Weltmeisterschaft der Division II, Gruppe A
- 2019 Bester Torschütze der Weltmeisterschaft der Division II, Gruppe A (gemeinsam mit Sam Verelst und Josef Rezek)
- 2019 Beste Plus/Minus-Bilanz der Weltmeisterschaft der Division II, Gruppe A